# Бекет (Ородел)
Бекет (рум. Bechet) насеље је у Румунији у округу Долж у општини Ородел. Oпштина се налази на надморској висини од 223 m.

## Становништво
Према подацима из 2011. године у насељу је живело 123 становника.